# Osso lacrimal
O osso lacrimal, o menor e mais frágil osso da face, está situado na porção anterior da parede medial da órbita. Ele tem duas superfícies e quatro bordas.

## Ossificação
O lacrimal é ossificado a partir de um único centro, que aparece por volta da décima segunda semana a partir da membrana que cobre a cápsula cartilaginosa nasal.

## Articulações
O lacrimal articula-se com quatro ossos: osso frontal, osso etmoide, maxila e concha nasal inferior.

## Imagens

Visão lateral animada.
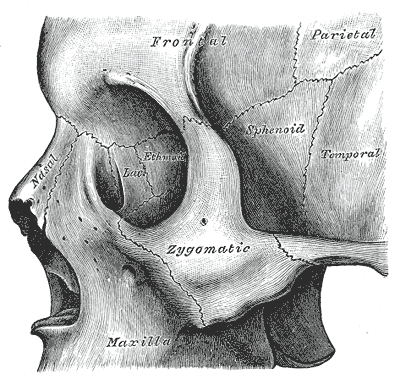
Lacrimal dentro da órbita ocular.
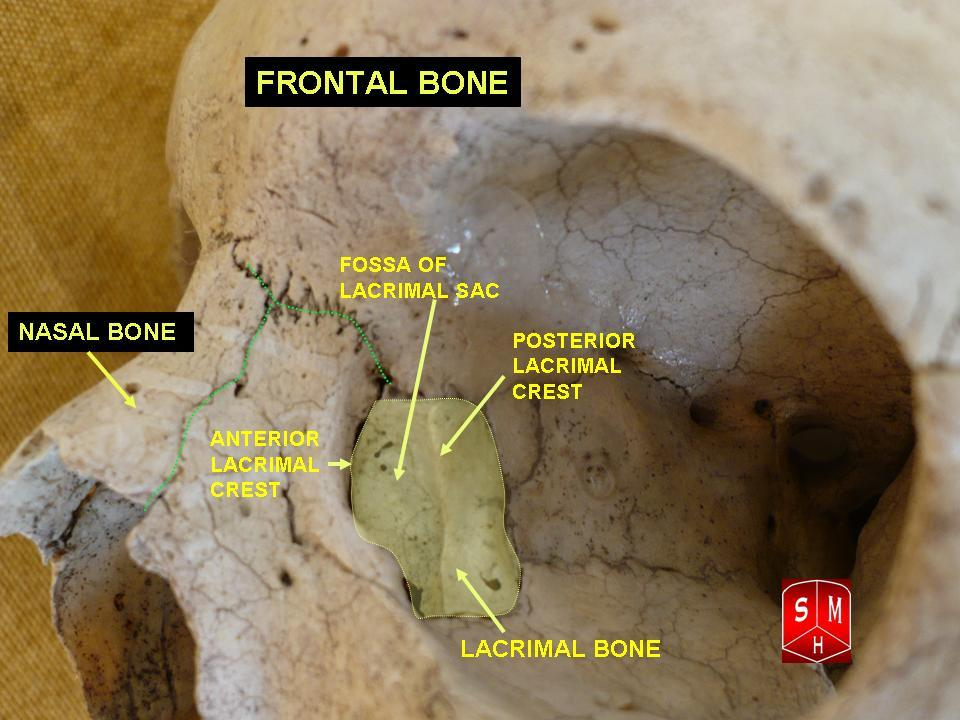
Lacrimal e nasal.
Osso lacrimal isolado.
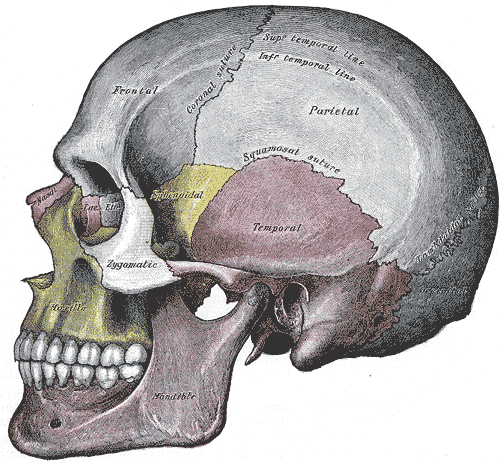
Visão lateral.
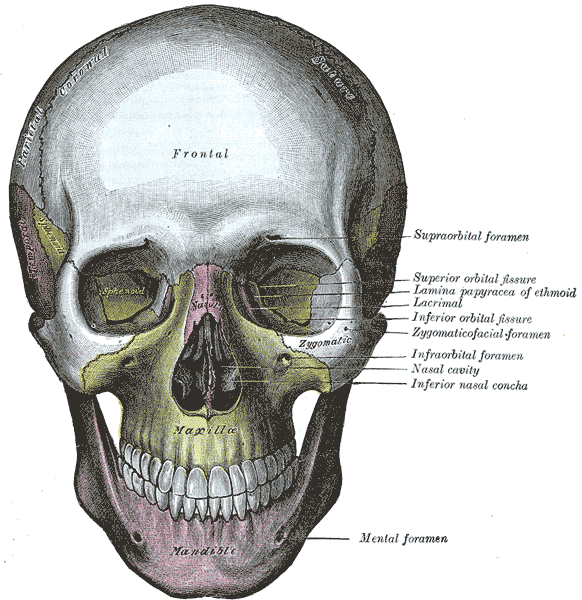
Visão frontal.
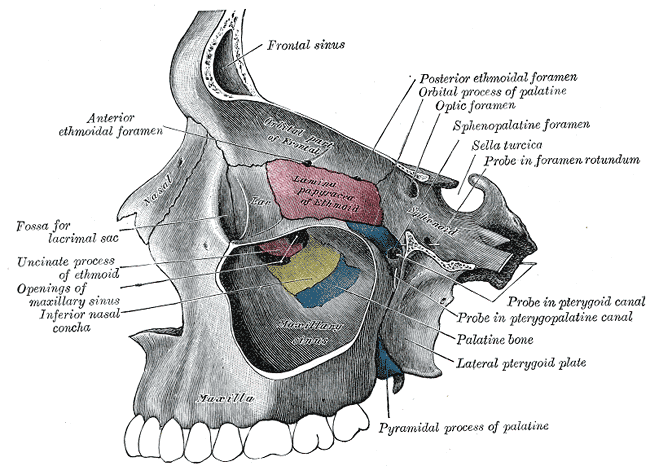
Parede medial da órbita esquerda.
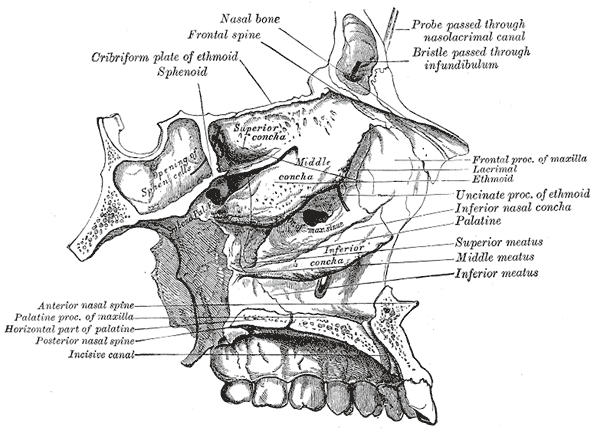
Paredes da cavidade nasal.